# Maxine Daniels
Maxine Daniels (* 2. November 1930 in Stepney als Gladys Lynch; † 20. Oktober 2003 in Romford, London Borough of Havering) war eine britische Jazzsängerin.
Daniels, die eines von 13 Kindern eines karibischen Matrosen und einer englischen Mutter war, trat zunächst in Londoner Nachtclubs auf; 1950 heiratete sie Charlie Daniels, mit dem sie eine Tochter hatte. 1953 gewann sie einen TV-Gesangswettbewerb. In den 1950ern veröffentlichte sie auf dem britischen Label Oriole Records eine Reihe von Singles, u. a. den Jazzstandard Come Rain or Come Shine, den Glenn-Miller-Song Moonlight Serenade und When It’s Spring Time in the Rockies (mit Danny Boyce & His Orchestra). Nach einer achtjährigen Pause arbeitete sie in den 1960er-Jahren mit Humphrey Lyttelton, ferner mit Harry Gold und der Dutch Swing College Band, in späteren Jahren auch mit Benny Green und Terry Lightfoot. In den 1980er-Jahren nahm sie mehrere Alben unter eigenem Namen auf, wie A Beautiful Friendship. Eine Herzoperation unterbrach 1988 ihre Karriere, bevor sie in den 1990ern weitere Aufnahmen für Humphrey Lytteltons Label Calligraph vorlegte, wie The Memory Of Tonight, eine Sammlung von Standards. Nach Ansicht von Digby Fairweather erinnert ihr Gesang an Rosemary Clooney.

## Diskographie
- The Magic of Maxine Daniels – Every Night About This Time (1986)
- A Pocketful of Dreams (Calligraph, 1987)
- From the Heart (Calligraph Records, 1993)
- The Memory of Tonight (Calligraph Records, 1996)